# Cacki
Cacki [ˈt͡sat͡skʲi] (deutsch Schätzelshöfchen) ist ein kleiner Ort in der polnischen Woiwodschaft Ermland-Masuren und gehört zur Gmina Barciany (Landgemeinde Barten) im Powiat Kętrzyński (Kreis Rastenburg).

## Geographische Lage
Cacki liegt in der nördlichen Mitte der Woiwodschaft Ermland-Masuren, zwölf Kilometer südlich der einstigen Kreisstadt Gerdauen (heute russisch Schelesnodoroschny) bzw. 20 Kilometer nördlich der heutigen Kreismetropole Kętrzyn (deutsch Rastenburg).

## Geschichte
Der vor 1912 Schätzelshof und bis 1945 Schätzelshöfchen genannte kleine Ort wurde 1860 gegründet und bestand im Wesentlichen lediglich aus einem mittleren Hof. Bis 1945 war er ein Wohnplatz innerhalb von Bieberstein (polnisch Bobrowo) im ostpreußischen Kreis Gerdauen. 32 Einwohner zählte der Ort im Jahre 1905.
1945 wurde das gesamte südliche Ostpreußen in Kriegsfolge an Polen überstellt. Somit auch Schätzelshöfen, das die polnische Namensform „Cacki“ erhielt. Heute ist es ein Weiler (polnisch Przysiółek) der Siedlung (polnisch Osada) Główczyno (deutsch Egloffstein) und somit eine Ortschaft im Verbund der Landgemeinde Barciany (Barten) im Powiat Kętrzyński (Kreis Rastenburg), bis 1998 der Woiwodschaft Olsztyn, seither der Woiwodschaft Ermland-Masuren zugehörig.

## Kirche
Bis 1945 war Schätzelshöfchen in die evangelische Kirche Molthainen (1938 bis 1945 Molteinen, polnisch Mołtajny) in der Kirchenprovinz Ostpreußen der Kirche der Altpreußischen Union bzw. in die römisch-katholische Kirche St. Bruno in Insterburg (heute russisch Tschernjachowsk) im damaligen Bistum Ermland eingepfarrt.
Heute gehört Cacki zur katholischen Pfarrei Mołtajny im jetzigen Erzbistum Ermland sowie zur evangelischen Kirchengemeinde Barciany (Barten), einer Filialgemeinde der Pfarrei Kętrzyn (Rastenburg) in der Diözese Masuren der Evangelisch-Augsburgischen Kirche in Polen.

## Verkehr
Cacki liegt an einer Nebenstraße, die von Bobrowo (Bieberstein) nach Gęsiki (Meistersfelde) führt. Eine Bahnanbindung besteht nicht mehr. Bis 1945 war Schätzelshöfchen Bahnstation an der Bahnstrecke Barten–Gerdauen, die von den Rastenburger Kleinbahnen betrieben und nicht wieder aktiviert wurde.